# 2024 az irodalomban
A 2024. év az irodalomban.		

## Események
- június 13-tól június 16-ig – 95. Ünnepi könyvhét, Budapest, Vörösmarty tér és Dunakorzó[1]
- szeptember 26-tól szeptember 29-ig – 29. Budapesti Nemzetközi Könyvfesztivál, Budapest, Millenáris Park. A meghívott díszvendég ország Franciaország.

## Világnapok és nemzetközi akciónapok
- március 7. – A könyv világnapja (minden év március első csütörtökje)[2]
- március 21. – A költészet világnapja (a marokkói kormányzat kezdeményezésére az UNESCO közgyűlése 1999. november 18-án nyilvánította világnappá)
- április 2. – Nemzetközi Gyerekkönyvnap (1967 óta, a Gyermekkönyvek Nemzetközi Tanácsának (IBBY) kezdeményezésére, Hans Christian Andersen dán meseíró születésnapján)[3]
- április 23. – A könyv és a szerzői jog világnapja (1966 óta, az UNESCO kezdeményezésére, Cervantes és Shakespeare halálának napján). A világ könyvfővárosa ettől a naptól kezdve egy évig a franciaországi Strasbourg.[4]

## Halálozások
- január 7. –  Ferdinandy György magyar költő, író, kritikus, irodalomtörténész (* 1935)
- január 16. – Csorba Piroska magyar költő, író, tankönyvíró (* 1952)
- január 29. – Kárpáti Kamil magyar költő, író, esszéíró (* 1929)
- február 21. – Czakó Gábor magyar író, nyelvrégész (*1942)
- február 24. – Brian Stableford angol tudományos-fantasztikus szerző (* 1948)
- március 3. – Edward Bond  angol drámaíró, forgatókönyvíró (* 1934)
- március 4. – Bíró Ferenc magyar irodalomtörténész (*1937)
- március 11. – Madeleine Chapsal francia író, esszéista (* 1925)
- március 17. – Kovács Ilona magyar irodalomtörténész, műfordító (*1948)
- március 20. – Vernor Vinge amerikai matematikus és tudományos-fantasztikus író (* 1944)
- március 22. – Alek Popov bolgár író (* 1956)
- március 13. – Szilágyi István erdélyi magyar író (* 1938)
- április 2. – John Barth amerikai novellista, regényíró (* 1930)
- április 30. – Paul Auster amerikai költő, író (* 1947)
- május 13. – Alice Munro irodalmi Nobel-díjas kanadai írónő (* 1931)
- május 23. – Caleb Carr amerikai regény- és forgatókönyvíró (* 1955)
- június 3. – Sárándi József magyar író, költő (*1945)
- június 5. – András Sándor magyar költő, irodalomtörténész (* 1934)
- június 27. – Ágai Ágnes magyar író, költő, műfordító (*1932)
- július 1. – Ismail Kadare albán író, költő, esszéíró (* 1936)
- július 12. – Tonke Dragt holland gyermekkönyvíró és illusztrátor (* 1930)
- július 26. – Kereszty András magyar író, újságíró (*1942)
- július 27. – Edna O’Brien ír író (* 1930)
- szeptember 26. – Jelenits István magyar piarista szerzetes, teológus, író (* 1932)
- október 5. – Robert Coover amerikai író (* 1932)
- november 7. – Domonkos István magyar író, költő (* 1940)
- november 15. – Nemere István magyar író, műfordító (* 1944)
- december 8. – Balogh Elemér magyar író, dramaturg (* 1938)
- december 23. – Szombathy Bálint magyar költő, kritikus, művészeti író (* 1950)